# Centro (Itagüí)
Centro, es un barrio de Itagüí, en Colombia. En el barrio se encuentra el Centro Administrativo Municipal de Itagüí (CAMI), donde opera el gobierno del municipio y el concejo. También están los parques: el Parque Obrero y el parque El Brasil. Otros sitios importantes en el barrio son: el Hospital San Rafael, la Cámara de Comercio del Aburrá Sur, la Iglesia de Nuestra Señora del Rosario, la Biblioteca Diego Echavarría Misas, la Universidad IDEAS y la Escuela de Arte Eladio Vélez.
Su principal cualidad son sus zonas comerciales y la participación de importantes empresas Itagüiseñas. Cuenta con una población de 12.216  habitantes.
Tiene vías de acceso que conectan con Santa María y el Municipio de La Estrella. Es una zona predilecta para el desarrollo de actividades de tipo cultural y comercial.